# Platygaster kwamgumiensis
Platygaster kwamgumiensis (лат.) — вид мелких наездников из семейства Platygastridae. Африка: Танзания. Длина тела около 1 мм. Основная окраска чёрная и коричневая. Голова сзади сильно поперечно сетчатая; у самки сегмент А9 немного длиннее своей ширины; нотаули слабые и слегка неполные; щитик низкий, гладкий; переднее крыло с редкими микротрихиями; брюшко самки короче остальной части тела, тергит Т2 почти гладкий, без исчерченности в базальных ямках. Тело чёрное, сегменты усиков А1—А2 и ноги, включая тазики, светло-коричневато-желтые; A3-A6 и последний членик лапок коричневые; A7—A10, мандибулы и тегулы темно-коричневые. Усики 10-члениковые. Сходен с видом Platygaster natalensis. Вид был впервые описан в 2011 году датским энтомологом Петером Булем (Peter Neerup Buhl, Дания) вместе с Platygaster hamadryas, Platygaster leptothorax, Platygaster mazumbaiensis, Platygaster nielseni, Platygaster sonnei, Platygaster ultima, Platygaster vertexialis. Видовое название происходит от имени места обнаружения типовой серии (Kwamgumi For. Res., 170—220 м, Tanga, Muheza Dist., Танзания).